# La Grande Béroche
La Grande Béroche ist eine am 1. Januar 2018 entstandene Fusionsgemeinde im Kanton Neuenburg in der Schweiz. Sie wurde aus den früheren politischen Gemeinden Bevaix, Fresens, Gorgier, Montalchez, Saint-Aubin-Sauges und Vaumarcus gebildet. Die neue politische Gemeinde zählt 9072 Einwohner und erstreckt sich auf einer Fläche von 4221 Hektaren.
Sitz der Gemeindeverwaltung ist in Saint-Aubin-Sauges.